# Mannarai
Mannarai es una ciudad censal situada en el distrito de Tirupur en el estado de Tamil Nadu (India). Su población es de 17261 habitantes (2011). Se encuentra a 2 km de Tirupur y a 49 km de Coimbatore.

## Demografía
Según el censo de 2011 la población de Mannarai era de 17261 habitantes, de los cuales 8797 eran hombres y 8464 eran mujeres. Mannarai tiene una tasa media de alfabetización del 82,27%, superior a la media estatal del 80,09%: la alfabetización masculina es del 88,01%, y la alfabetización femenina del 76,28%.